# Club Atlético Tabaré
El Club Atlético Tabaré es un club social y deportivo de Montevideo, Uruguay, fundado el 9 de julio de 1931. Tiene sus orígenes como equipo profesional de básquetbol, siendo un equipo referente de este deporte a nivel nacional. Se afilió a la FUBB en 1932 obteniendo su ascenso a segunda división en 1934 y su primer ascenso a primera en 1948.
Logró consagrarse Campeón Federal en 1960, 1961, 1962 , 1964 y 1968.

## Historia

### Sus inicios
El Club Atlético Tabaré fue fundado el 9 de julio de 1931 por un grupo de jóvenes que se reunían habitualmente en la esquina de Avenida Rivera y Rafael Pastoriza. Este grupo jugaba al básquetbol en la cancha del club Universitario, que en ese momento estaba situado en el Parque Batlle. Con el deseo de formar un club de básquetbol, se reunieron en el garaje de la casa de Walter Hugo Amarelle. Allí formaron parte de la reunión fundacional Walter Rúben Amarelle, Tulio y Alejandro Michaelsson, Raúl Canale, Rúben Pittaluga, Homero Amaralle, Dante y Washington González, Uberfil Román Echeverría, Alfonso Yanuzzi y Rúben Guido. Acto seguido se eligió la primera comisión directiva del club, Tulio Michaelsson (presidente), Luis Eduardo Carrasco (vicepresidente), Wilfredo Camacho (secretario), Uberfil Román Echeverría (secretario de actas), Rúben Walter Amarelle (tesorero) y Alfonso Yanuzzi, Alejandro Michaelsson, Edgar Acosta Miranda y Enrique Gonlazo (vocales). Como entrenador se designó a Washington González y a Raúl Canale se le concedió voz y voto como fundador del club, ya que no aceptó ningún cargo dentro de la comisión directiva. 
Se propusieron varios nombres para denominar al club, entre ellos Tabaré, propuesto por Yanuzzi. Se decidió que la camiseta sería de color gris con dos franjas finas horizontales de color azul. Por último se designó el plantel para las confrontaciones deportivas: Artigas Zufriategui, Tulio Michaelsson, Alfonso Yanuzzi, Raúl Canale (capitán), Washington González, Rúben Walter Amarelle y Dante González.

### Comienzos en la FUBB
En 1932, se concretó la afiliación a la Federación Uruguaya de Básquetbol (FUBB) para jugar el Campeonato Federal de tercera de ascenso, en aquel entonces "tercera extra". Ese año se cumplió una discreta campaña, al igual que en la temporada siguiente, pero en 1934 se consiguió el ansiado ascenso a segunda división, perdiendo un solo partido en todo el campeonato. El plantel que logró el primer ascenso estaba compuesto por: Luis Alfredo Ravecca (capitán), Ronaldo Espósito, Modesto Casteros, Walter Amarelle, Artigas Zufriategui, José Demoro, Washington González, Dante González, Orosman Acosta Miranda y Alejandro Michaelsson.
En 1933 Tabaré consiguió su primer título, consagrándose campeón del Campeonato Federal de tercera extra. En 1937 alquiló un inmueble en la calle Feliciano Rodríguez 2685, donde funcionó su sede y donde construyó una cancha. En 1942 estuvo muy cerca del ascenso a Primera División en un cuadrangular que se disputó con Peñarol, Nacional y Montevideo. Gracias a la buena actuación de Tabaré en este cuadrangular, realizó su debut a nivel internacional, jugando todas sus divisionales (primera, reserva y novicios) en Buenos Aires contra el club Particulares de la primera división de la Asociación Argentina.
En 1946 Tabaré compró el predio para construir su cancha, que quedó finalizada en 1949 en Brito del Pino y Ricaldoni.
En 1947, luego de catorce años en segunda, logró el ascenso a primera división. Froilan y Luis Alberto Ualde, Juan Carlos Moratorio, Nelson Pazos, Héctor Amoroso, Luis Omar Scarone, Guzmán González Ruiz, Washington Dubra, Dante R. Méndez, Rúben Arias, León Svirsky (capitán) y Tulio González Lagorta (técnico), componían aquel plantel. En esa temporada el equipo perdió tan solo dos partidos de los quince disputados, uno en cada rueda. En la final Tabaré venció a Nacional por doce puntos con un tanteador final de 62 a 50.
El primer campeonato disputado en primera división fue en 1948, donde Tabaré consiguió el octavo puesto. En los siguientes años siguió compitiendo con diferente suerte.

En la década del 50, obtuvo el Campeonato Federal de Novicios de 1951 y su primer título a nivel de juveniles, el Campeonato Federal de primera división de 1957.

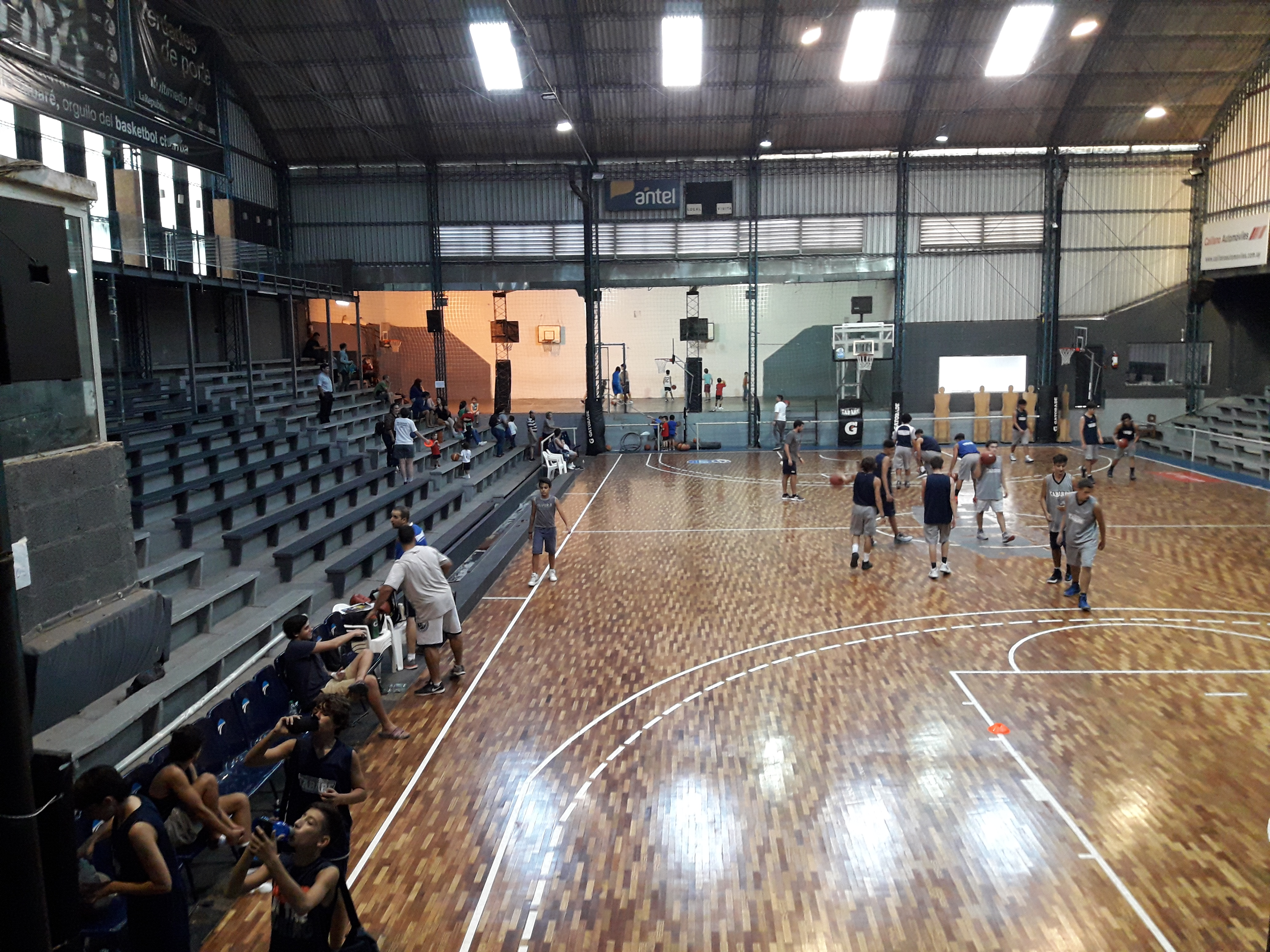
Instalaciones de Tabaré.

### Él éxito de los 60
En el año 1960 obtuvo su primer campeonato de primera división, el Torneo Federal. El plantel estaba conformado por: Lalo Fernández, Walter Márquez, Otero, Julio Gómez, Washington Poyet, León Svirsky, Piñeiro, Asuaga, Humber Blanco, Medina, Cosentino, Monzani y Augusto Machado. Ese año también se consagró campeón del Torneo de Verano Nicolás O. Subero.
El Federal de 1961 también fue ganado por Tabaré. Ese año el equipo ganó todos los torneos que disputó, consiguiendo los campeonatos de invierno, primavera, verano, el torneo C.N.E.F y el campeonato internacional de Mar del Plata. El plantel que logró estos títulos estaba conformado por los jugadores que habían ganado el Campeonato Federal del año anterior, a quienes se sumaron Cotelo, Etchegoyen y Sormani. En ambos años fueron dirigidos por Dante Méndez.
En 1962 se consagró campeón federal por tercera vez consecutiva y con este campeonato se llevó la copa en propiedad. También se ganaron los campeonatos de invierno, primavera, el torneo Dr. Justo Orosco, el torneo Ángel Grassi y el campeonato internacional de Bohemios, pero esta vez la dirección técnica estuvo a cargo de Óscar Moglia.
Los jugadores que participaron en la hazaña del tricampeonato federal de 1962 fueron Poyet, Márquez, Asuaga, Gómez, Jorge Otero, Piñeiro, Ariel González, J. Martínez, Emir Medina, A. Machado, J. Ferrari, M. Freire y J. Pohoaky.
En 1963 se perdió el Federal por un punto, pero se ganó el Torneo Internacional C.A. Tabaré, organizado por el club, además del campeonato de invierno. En ese año Tabaré obtuvo el Campeonato de Menores, a nivel de divisiones formativas.
En 1964 consiguió el Campeonato Federal por cuarta vez, bajo la conducción de Olguiz Rodríguez. El plantel de Tabaré de ese año es recordado como "La aplanadora del 64". 

En 1965 el equipo no logró repetir lo de temporadas anteriores a nivel Federal, pero obtuvo la copa El Diario. En 1966 terminó el campeonato segundo en su serie y en 1967 en el quinto lugar.

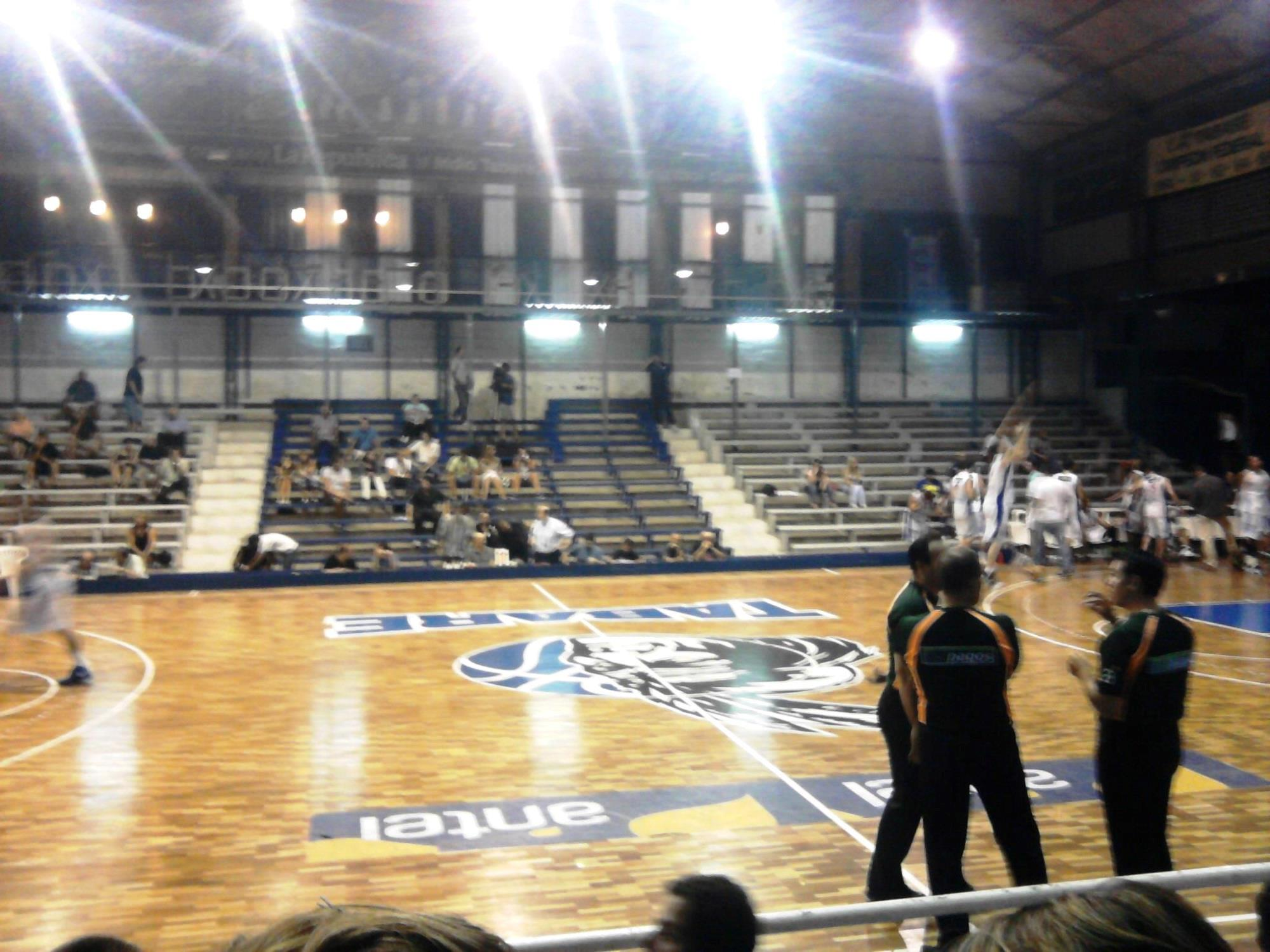
Partido entre Tabaré y Nacional, correspondiente a la Liga Uruguaya de Básquetbol 2012-13.

En 1968 Tabaré alcanzó su quinto Torneo Federal y consiguió el récord histórico de ser pentacampeón federal en una sola década. El equipo de ese año, dirigido por Walter Márquez, le ganó en la última fecha a Atenas, en el Cilindro Municipal, a puertas cerradas.

### Actualidad
El Club Atlético Tabaré inició, en el año 2015, un proceso de desarrollo que transformó un club de básquetbol barrial en un club social y deportivo que ofrece servicios de actividad física para todas las edades, géneros y poblaciones con problemáticas específicas.
En septiembre de 2016 la Junta Departamental de Montevideo otorgó la concesión por 10 años del predio lindero al inmueble que es de propiedad del club (ubicado en Brito del Pino 1534, por donde se ingresa a su Estadio), donde antes había funcionado la Asociación Cristiana Femenina y el Parque Fuecys.
El Club Atlético Tabaré se transformó, de esta manera, en un club social y deportivo con un predio cercano a los 7.600 mts2 en uno de los enclaves más valiosos de Montevideo, tanto por su posición privilegiada en el Parque Batlle como por su accesibilidad a través de las avenidas más importantes de la ciudad.

## Palmarés

### Torneos nacionales
- Federal de Primera División (5): 1960, 1961, 1962, 1964, 1968
- Torneo Metropolitano (2): 2005, 2011